# Alycia Butterworth
Alycia Butterworth (* 1. Oktober 1992 in Prince Rupert) ist eine kanadische Leichtathletin, die sich auf den Hindernislauf spezialisiert hat.

## Sportliche Laufbahn
Erste internationale Erfahrungen sammelte Alycia Butterworth im Jahr 2011, als sie bei den Panamerikanischen Juniorenmeisterschaften in Miramar in 11:13,74 min den fünften Platz über 3000 m Hindernis belegte. Von 2010 bis 2015 besuchte sie die University of Idaho und 2017 startete sie bei den Weltmeisterschaften in London und schied dort mit 9:51,50 min in der Vorrunde aus. 2021 qualifizierte sie sich über die Weltrangliste für die Olympischen Sommerspiele in Tokio und verpasste dort mit 9:34,25 min den Finaleinzug. Nach einem Jahr Wettkampfpause gewann sie 2023 bei den Panamerikanischen Spielen in Santiago de Chile in 9:40,86 min die Silbermedaille hinter der Argentinierin Belén Casetta.

## Persönliche Bestzeiten
- 2000 m Hindernis: 6:16,59 min, 29. Mai 2021 in Burnaby
- 3000 m Hindernis: 9:28,68 min, 21. August 2021 in Eugene